# ایتسو تسو نو کاتا
ایتسو تسو نو کاتا (به ژاپنی: 五の形)-(به انگلیسی: Itsutsu-no-kata) یکی از فنون و تکنیک‌های دستهٔ کاتا رشتهٔ ورزشی جودو است که در زیردستهٔ جودو دسته‌بندی می‌شود. 